# 스코틀랜드 의회
스코틀랜드 의회(Scottish Parliament, 스코틀랜드 게일어: Pàrlamaid na h-Alba, 스코트어: Scots Pairlament)는 스코틀랜드의 수도인 에든버러의 홀리루드(Holyrood)에 설치된 스코틀랜드의 내정권을 위임받은 단원제 입법부이다. 비공식적으로 홀리루드라고 불리기도 하며 민주적으로 선출된 129명의 스코틀랜드 의회 의원들로 구성된다. 의원 임기는 4년이며 소선거구 비례대표 병용으로 선출된다. 73명은 지리적으로 구분된 선거구에서 소선거구제로 선출하며, 나머지 56명은 8개 지구에서 각 7명씩 비례대표제로 선출한다. 최근 총선거는 2011년 5월 6일에 실시되었으며, 스코틀랜드 국민당이 집권했다.
본래의 스코틀랜드 의회(Parliament of Scotland)는 독립국이었던 스코틀랜드 왕국의 입법부로서 13세기 초반부터 1707년에 연합법으로 잉글랜드 왕국과 합병하여 그레이트브리튼 왕국을 형성할 때까지 존재하였다. 잉글랜드와 스코틀랜드의 합병으로 스코틀랜드 의회도 잉글랜드 의회와 합병하여 런던의 웨스트민스터에 소재하는 그레이트브리튼 의회(Parliament of Great Britain)가 되었다.
스코틀랜드 의회 설치 동의에 관한 1997년의 주민투표 결과에 따른 1998년 스코틀랜드법에 의거하여 법률제정권의 위임을 받은 현재의 스코틀랜드 의회가 설립되었다. 이 법률은 스코틀랜드 의회의 입법권한의 범위를 규정하고 있다. 이 법률로 명시된 분야의 권한은 영국 의회에 유보되며 그 밖의 모든 분야는 자동적으로 스코틀랜드 의회의 책임범위가 된다. 영국 의회는 스코틀랜드 의회에 대한 위임사항을 수정할 권한을 지니며 스코틀랜드 의회가 법률을 제정할 수 있는 분야를 확대 및 축소할 수 있다. 스코틀랜드 의회가 개원은 1999년 5월 12일이었다.

## 정당별 의석

선거 결과에 따른 의석 분포도

|  | 스코틀랜드 국민당 | 1,059,897 | 46.5 | 1.1 | 59 | 6    | 953,987 | 41.7 | 2.3  | 4  | 12 | 63 | 6    |  |
|  | 보수당            | 501,844   | 22.0 | 8.1 | 7  | 4    | 524,222 | 22.9 | 10.6 | 24 | 12 | 31 | 16   |  |
|  | 노동당            | 514,261   | 22.6 | 9.2 | 3  | 12   | 435,919 | 19.1 | 7.2  | 21 | 1  | 24 | 13   |  |
|  | 녹색당            | 13,172    | 0.6  | 0.6 | 0  | 보합 | 150,426 | 6.6  | 2.2  | 6  | 4  | 6  | 4    |  |
|  | 자유민주당        | 178,238   | 7.8  | 0.1 | 4  | 2    | 119,284 | 5.2  | 보합 | 1  | 2  | 5  | 보합 |  |